# Magnolia iltisiana
Magnolia iltisiana este o specie de plante din genul Magnolia, familia Magnoliaceae, descrisă de Vazquez. A fost clasificată de IUCN ca specie vulnerabilă. Conform Catalogue of Life specia Magnolia iltisiana nu are subspecii cunoscute.